# 1916–1917-es osztrák labdarúgó-bajnokság (első osztály)
Az 1916–1917-es osztrák labdarúgó-bajnokság az osztrák labdarúgó-bajnokság legmagasabb osztályának hatodik alkalommal megrendezett bajnoki éve volt. 
A pontvadászat 10 csapat részvételével zajlott. A bajnokságot a Rapid Wien csapata nyerte.  

## A bajnokság végeredménye
| #  | Csapat            | M  | Gy | D | V  | RG | KG | P  |
| -- | ----------------- | -- | -- | - | -- | -- | -- | -- |
| 1  | SK Rapid Wien     | 18 | 13 | 3 | 2  | 64 | 28 | 29 |
| 2  | Floridsdorfer AC  | 18 | 12 | 3 | 3  | 55 | 17 | 27 |
| 3  | SC Rudolfshügel   | 18 | 12 | 3 | 3  | 49 | 30 | 27 |
| 4  | Wiener AF         | 18 | 11 | 3 | 4  | 61 | 32 | 25 |
| 5  | SC Wacker         | 18 | 7  | 4 | 7  | 36 | 38 | 18 |
| 6  | Wiener AC         | 18 | 7  | 4 | 7  | 34 | 40 | 18 |
| 7  | Wiener SC         | 18 | 6  | 2 | 10 | 36 | 42 | 14 |
| 8  | Wiener Amateur SV | 18 | 3  | 3 | 12 | 34 | 47 | 9  |
| 9  | 1. Simmeringer SC | 18 | 3  | 1 | 14 | 25 | 64 | 7  |
| 10 | ASV Hertha        | 18 | 1  | 4 | 13 | 20 | 76 | 6  |

- A Rapid Wien az 1916-17-es szezon bajnoka.